# Пёснек
Пёснек (нем. Pößneck) — город в Германии, в земле Тюрингия. 
Входит в состав района Заале-Орла.  Население составляет 12 882 человека (на 31 декабря 2010 года). Занимает площадь 24,45 км². Официальный код  —  16 0 75 085.
Город подразделяется на 5 городских районов.

## Промышленность
В этом городе печатались советские учебники В. А. Корчагиной «Ботаника».

## Известные уроженцы
- Диц, Роберт (1844—1922) — немецкий скульптор

Роланд Маттес ( 1950 - 2019 )
Марсель Деттманн (род. 1977 ) – техно-диджей